# 大和フーヅ
大和フーヅ株式会社（やまとフーヅ、YAMATO FOODS CO., LTD.）は、埼玉県熊谷市に本社を置く、ミスタードーナツ・モスバーガーのフランチャイジーとしての店舗運営をする企業である。
ニップンの完全子会社であるニップンドーナツホールディングス株式会社の子会社で、かつては三洋電機やゼンショーホールディングスの子会社であった。

## 沿革
- 1972年（昭和47年）3月 - 三洋自動販売機の完全子会社として会社設立。
- 1983年（昭和58年）12月 - 三洋自動販売機が東京三洋電機に吸収合併。当社も東京三洋電機の子会社となる。
- 1986年（昭和61年）12月 - 東京三洋電機が三洋電機に吸収合併。当社も三洋電機の子会社となる。
- 2001年（平成13年）6月 - 株式を店頭公開（現在のジャスダック）。
- 2002年（平成14年）12月 - 三洋電機が株式を譲渡し、ゼンショーが筆頭株主となる。
- 2003年（平成15年）4月 - ゼンショーの子会社となる。
- 2004年（平成16年）12月 - ジャスダック証券取引所に株式を上場。
- 2010年（平成22年）
  - 3月18日 - ジャスダック証券取引所上場廃止。
  - 3月24日 - ゼンショー（初代法人、現・ゼンショーホールディングス）が株式交換により当社を完全子会社化。
  - 9月 - 本社を埼玉県熊谷市から東京都港区へ移転。
- 2014年（平成26年）4月1日 - 手打ちうどん久兵衛屋の運営を株式会社ゼンショー（2代）へ移管[2]。
- 2016年（平成28年）
  - 4月28日 - 日本製粉（現・ニップン）の完全子会社であるニップンドーナツホールディングス株式会社が、ゼンショーホールディングスから当社全株式を取得し親会社となる[3]。
  - 4月 - 本社を東京都港区から埼玉県熊谷市へ移転。

## 運営する店舗

### 現在
- ミスタードーナツ（フランチャイジー）- 埼玉県を中心に、東京都、栃木県、新潟県、大阪府、奈良県、宮崎県でフランチャイズ展開。
- モスバーガー（フランチャイジー）- 埼玉県と新潟県でフランチャイズ展開。
- 銀だこハイボール酒場／銀だこ酒場（フランチャイジー）‐ 東京都でフランチャイズ展開。
- 天丼やまと（オリジナルブランド）‐ 以前の屋号は「天ぷら やまと、やまと食堂」。埼玉県で直営展開。

### 過去
- 手打ちうどん久兵衛屋 - ファミリーレストラン型うどん店。埼玉県を中心に、東京都、千葉県、茨城県、群馬県で店舗展開。かつては当社が運営していたが、2014年4月 - 9月はゼンショー（現・すき家本部）UD事業部、同年10月 - はエイ・ダイニングが運営。